# Rivière Brochant
Rivière Brochant är ett vattendrag i Kanada.   Det ligger i provinsen Québec, i den östra delen av landet, 1 700 km norr om huvudstaden Ottawa.
Trakten runt Rivière Brochant består i huvudsak av gräsmarker. Trakten runt Rivière Brochant är nära nog obefolkad, med mindre än två invånare per kvadratkilometer.